# 镇番卫
镇番卫，是明朝、清朝甘肃地区的一个卫所。

## 沿革
明洪武三十年（1397年）置，治今甘肃省民勤县。属陕西行都司。建文中废。永乐元年（1403年）复置。清朝雍正二年（1724年）改镇番县。

## 地理
镇番卫附近地理情况如下：
- 苏武山在镇番卫东南三十里，俗传是汉朝苏武牧羝处，古代存有苏武庙。
- 阿刺鹘山在卫南三十里，东接苏武山。
- 黑山在卫西南六十里。
- 来伏山在卫西北八十里，其山脊高。来伏山后井在卫西北一百三十里。
- 亦不剌山在卫北二百八十里。
- 红崖子在卫西南七十里，因为其土壤为红色，因此得名。
- 黑山关在卫西南六十里。
- 重兴铺关在卫西南九十里。
- 小河在卫南十五里，其源出自凉州五涧谷。
- 三个泉在卫西北二百七十里，境外有泉眼三处，故名。
- 小池在卫东四十里。
- 新中沙白盐池在卫东五十里，周围二里。
- 三坝白盐池在卫南三十里，池周围三里。
- 鸳鸯白盐池、小白盐池均在卫西二百二十里。
- 石井在卫西二百里。
- 小白盐池边井在卫西北二百二十里。
- 乱井在卫西北二百四十里，境外有泉眼四处，故名。
- 沙井在卫西北二百五十里。四坝桥在卫东十里。
- 小二坝桥在卫南十里。大二坝桥在卫西二十里。头坝桥在卫西三十里。